# Gedung Agung (Muara Pinang)
Gedung Agung is een bestuurslaag in het regentschap Empat Lawang van de provincie Zuid-Sumatra, Indonesië. Gedung Agung telt 831 inwoners (volkstelling 2010).